# 11S球蛋白家族
11S 球蛋白家族是球蛋白家族的一員，主要在各類夾豆種子(豆球蛋白類) 裡可以找到。7S及11S球蛋白家族一般可以在於蛋白質分離物中的一個小節段找到。它們的功用是用來儲存植物生長的重要營養素，因此其分子结構十分緊密，即便經過人體消化系統也不容易被分解。最常見的11S球蛋白是從大豆提煉的大豆球蛋白。

## 名稱
11S指的是其沉降係數(單位為秒)介在10.5－13s，而相較於它，碗豆球蛋白類(7S球蛋白家族)的沉降係數是介在7.0 - 9.0s之間。

## 特性
它的特徵是一個六聚物(呈現六邊形)。許多殘留物都會被儲存在11S球蛋白家族中。如同其他球蛋白，它們不容易被完全吸收消化和分解成胺基酸，且它有能力將許多不同的蛋白質鎖在體內，因此除了其原本的胺基酸組成所帶來的功效，在食用過後，可能還會產生其他額外的作用。 一般來說，它們的乳化作用非常佳。

## 外部連結
- Power of Soy Part 1 : Anti aging Soy Protein - Medical Frontiers NHK（页面存档备份，存于）